# Wladimir Basarow (Biathlet)
Wladimir Basarow (russisch Владимир Базаров; * 30. September 1971) ist ein kasachischer Sommerbiathlet in der Stilrichtung Crosslauf.
Wladimir Basarow startete bei den Sommerbiathlon-Weltmeisterschaften 2006 in Ufa und belegte dort die Ränge 24 im Sprint und 25 in der Verfolgung. Bei den Offenen asiatischen Sommerbiathlon-Meisterschaften 2008 in Tscholpon-Ata belegte er im Einzelwettbewerb Platz sieben. Bei 13 Schießfehlern hatte er knapp zehn Minuten Rückstand auf den ebenfalls kasachischen Sieger Ruslan Nasirov.